# Spółgłoska dziąsłowo-podniebienna
Spółgłoski dziąsłowo-podniebienne, znane też jako przedniopodniebienne, alweolopalatalne lub (zwłaszcza w polonistyce) ciszące – spółgłoski szczelinowe lub zwarto-szczelinowe artykułowane przez wysklepienie języka w kierunku przedniej części podniebienia przy jednoczesnym kontakcie czubka języka z dziąsłami.

## Przykłady
W języku polskim występują:
- spółgłoska szczelinowa dziąsłowo-podniebienna bezdźwięczna (IPA: ɕ) w wyrazie siano
- spółgłoska zwartoszczelinowa dziąsłowo-podniebienna bezdźwięczna (IPA: tɕ) w wyrazie ciało
- spółgłoska szczelinowa dziąsłowo-podniebienna dźwięczna (IPA: ʑ) w wyrazie zioło
- spółgłoska zwartoszczelinowa dziąsłowo-podniebienna dźwięczna (IPA: dʑ) w wyrazie dźwięk

Spółgłoski dziąsłowo-podniebienne występują również w języku mandaryńskim, języku japońskim i w językach północno-zachodniokaukaskich. W języku serbsko-chorwackim występują tylko zwarto-szczelinowe ciszące, zapisywane ć i đ. W języku szwedzkim i w niektórych językach Indii istnieje [ɕ].